# Joan Maria Piqué Fernández
Joan Maria Piqué i Fernández (Lleida, Segrià, 19 d'abril de 1976) és un periodista català que va exercir de cap de premsa d'Artur Mas com a diputat i, més endavant, com a President de la Generalitat de Catalunya. Posteriorment ha tingut càrrecs a la Generalitat a les legislatures de Carles Puigdemont, Quim Torra i Pere Aragonès en diversos departaments.
Llicenciat en Ciències de la Informació per la Universitat de Navarra, va exercir de periodista a l'agència Europa Press i els diaris La Gaceta de los Negocios, el Diari de Tarragona i el Diari Avui, fins que el 2008, Artur Mas li va demanar que encapçalès el seu gabinet de premsa.
Piqué va continuar com a cap de premsa de Mas quan aquest va esdevenir President de la Generalitat, del 2010 al 2016. Després del cessament de Mas, va ser posat al capdavant del Programa Internacional de Comunicació i Relacions Públiques Eugeni Xammar, sota la presidència de Carles Puigdemont.
Al setembre de 2018, va ser nomenat coordinador internacional i relacions públiques de la Generalitat pel govern de Quim Torra, càrrec que va deixar el 23 d'octubre de 2019 per assumir el de director de comunicació del Departament d'Interior a les ordres del conseller Miquel Buch.
Piqué fou inclòs com a candidat número 29 de la llista de «Lliures per Europa» per a les eleccions al Parlament Europeu de 2019 a Espanya encapçalada per Carles Puigdemont, però no va resultar elegit eurodiputat.
Després de les eleccions al Parlament de Catalunya de 2021, l'1 de juny d'aquell any fou nomenat director general de Prospectiva i Innovació del departament d'Acció Exterior i Transparència, encapçalat per la consellera Victòria Alsina, amb la qual varen emprendre diversos viatges diplomàtics a llocs com Londres, Israel, Àustria, Eslovènia, Bòsnia, entre d'altres.
Va dimitir d'aquest càrrec el 13 d'octubre de 2022, coincidint amb la sortida de Junts per Catalunya del govern.